# Сан-Жуан-дуж-Монтеш
Сан-Жуан-душ-Монтеш (порт. São João dos Montes)  —  населённый пункт и район в Португалии,  входит в округ Лиссабон. Является составной частью муниципалитета  Вила-Франка-де-Шира. Находится в составе крупной городской агломерации Большой Лиссабон. По старому административному делению входил в провинцию Рибатежу. Входит в экономико-статистический  субрегион Большой Лиссабон, который входит в Лиссабонский регион. Население составляет 4409 человек на 2001 год. Занимает площадь 17,99 км².
Покровителем района считается Иоанн Креститель (порт. João Baptista).